# 選民登記表
選民登記表，又名選民登記申請表，是一份官方設計的申請表格，通過此文件給予未來選民選民登記，明確表示有意參與將來舉行的選舉，以合資格選民投票。凡未能在指定期間交回此表格予選民登記辦事處，即使或有投票權皆沒有資格投票，除非當局有特別批准。
選民登記表內有選民個人資料及登記說明，包括何謂合資格選民。列出禁止做票的忠告，例如將會被依法檢控。

## 相關
- 選票
- 票站
- 票箱
- 造勢大會
- 謝票
- 種票
- 選區分界

## 外部參考
- 香港
- （页面存档备份，存于）
- 紐約州選民登記表
- 廣東人大網 - 什麼是選民登記表?
- 華盛頓州選民登記表